# 瑞州 (唐朝)
瑞州，中国唐朝时设置的州。
唐太宗貞觀十年（630年）于营州界置威州，为羁縻州，隶营州都督府。处突厥乌突汗达干部落。治来远县（今辽宁省绥中县前卫乡）。唐高宗咸亨年间改为瑞州。武周万岁通天元年（696年），移治蓟州境内。万岁通天二年（697年），移治宋州境内（今山东省单县东），隶兖州都督府。唐中宗神龙元年（705年）治所来远县移治于良乡县之故广阳城（今北京市房山区良乡镇东北广阳城村），隶幽州都督府。唐玄宗天宝十五载（755年）废瑞州。